# 瞿佑
瞿佑（1347年—1433年），一作瞿祐，字宗吉，号存斋。元末明初錢塘（今浙江杭州）人。

## 生平
生於元順帝至正七年（1347年），早年随父宦游姑蘇，侨居乌鹊桥。後因张士诚起兵，瞿父遂舉家南归避禍。少有诗名，楊維楨見其作品《香奩八題》，即席侨居乌鹊桥和，俊語疊出，称之为“千里驹”。凌雲翰則稱為“小友”。
洪武年間，由貢士薦授仁和訓導，历任临安、宜阳等县训导，升任国王府右长史。永乐六年（1408年），以詩禍下錦衣衛獄。永乐十三年（1415年）谪戍保安（今河北怀柔一带）。
洪熙元年（1425年），英国公张辅奏请赦还，在英國公家主持家塾三年，後官復原職。宣德三年（1429年）南歸錢塘。宣德八年（1433年）以疾卒，年八十七。

## 著作
瞿佑才高學博，惜作品多散佚。著有《剪灯新话》、《田园诗话》、《咏物诗》等。明抄本《天機餘錦》收錄有瞿佑詞145首。《宣和牌谱》長久被誤會為瞿佑所作，但其實是偽託之書。